# Lenin Porozo
Lenin Porozo (17 de julio de 1990, Guayaquil, Ecuador) es un futbolista ecuatoriano. Juega de centrocampista y su equipo actual es el  Rio Aguarico FC de la Amazónia. 

## Carrera profesional
Fue uno de los tanto elementos juveniles del proyecto de Eduardo Maruri y Benito Floro denominado La Renovación.

## Clubes
| Club                    | País    | Año           |
| ----------------------- | ------- | ------------- |
| Barcelona SC            | Ecuador | 2007          |
| Oro Fútbol Club         | Ecuador | 2007          |
| Barcelona SC            | Ecuador | 2007          |
| Atlético Audaz          | Ecuador | 2008          |
| Barcelona SC            | Ecuador | 2009          |
| Nueve de Octubre        | Ecuador | 2010          |
| Espoli                  | Ecuador | 2011          |
| Independiente del Valle | Ecuador | 2012-2013     |
| El Nacional             | Ecuador | 2014          |
| Mushuc Runa SC          | Ecuador | 2015-presente |